# Pokrajina Parma
Pokrajina Parma (v italijanskem izvirniku Provincia di Parma, izg. Provinča di Parma) je ena od devetih pokrajin, ki sestavljajo italijansko deželo Emilija - Romanja. Meji na severu z deželo Lombardija, na vzhodu s pokrajino Reggio Emilia, na jugu z deželama Toskana in Ligurija ter na zahodu s pokrajino Piacenza.

## Večje občine
Glavno mesto je Parma, ostale večje občine so (podatki 28. februar 2014):
| Mesto               | Prebivalcev |
| ------------------- | ----------- |
| Parma               | 188.364     |
| Fidenza             | 26.414      |
| Salsomaggiore Terme | 19.735      |
| Collecchio          | 14.231      |
| Noceto              | 13.066      |

## Naravne zanimivosti
Leta 1960 se je po dolgotrajnem deževju odtrgal iz pobočja hriba Molinatico velik zemeljski plaz in popolnoma prekinil tok hudournika Cogena. V nekaj dneh je bila dolina poplavljena: nastalo je nekaj jezer in več močvirnatih področij. Veliko kmečkih hiš se je razsulo, nekatere so ostale pod vodo, ki ni več odtekla. Po nekaj letih se je poplavljeno ozemlje spremenilo v pravi biotop: naselile so se žabe, ribe in raki ter več vrst ptic. Otroci so se potapljali in obiskovali stari mlin, ki je še stal pod vodo, medtem ko so očetje nemoteno ribarili. Do leta 2000, ko je nova velika poplava odnesla pregrado na hudourniku in ponovno spremenila okolje. Voda je počasi odtekla, živali so se odselile in rastlinje se spet prilagaja spremenjenim pogojem.
Seznam zaščitenih področij v pokrajini:
- Narodni park Appennino Tosco-Emiliano (Parco nazionale dell'Appennino Tosco-Emiliano)
- Krajinski park Cento Laghi (Parco regionale dei Cento Laghi)
- Krajinski park Taro (Parco fluviale regionale del Taro)
- Krajinski park Stirone (Parco fluviale regionale dello Stirone)
- Krajinski park Boschi di Carrega (Parco naturale regionale dei Boschi di Carrega)
- Naravni rezervat Guadine Pradaccio (Riserva naturale Guadine Pradaccio)
- Naravni rezervat Monte Prinzera (Riserva naturale orientata di Monte Prinzera)
- Naravni rezervat Parma Morta (Riserva naturale orientata Parma Morta)

## Zgodovinske zanimivosti
Zgornji tok reke Enza in njenih pritokov je zgodovinsko zelo zanimivo področje. Ozemlje je bilo v srednjem veku med posestvi Matilde iz Canosse, ki so zavzemala velik del Apeninskega polotoka. Njeni vazali, ki so bivali v teh zakotnih gorskih krajih, so bili zadolženi za nadzor nad mejami ogromne kneževine in so zagotavljali fevdalki določeno število dobro izurjenih vitezov oziroma konjenikov. V zameno se Matildina oblast ni vtikala v njihovo notranjo upravo, kar jim je dejansko zagotavljalo popolno samostojnost. Dogovor v tem smislu je bil podpisan že leta 1039, a prebivalci tega ozemlja, ki je znano pod skupnim imenom Doline vitezov, so še več stoletij uveljavljali svojo avtonomijo. Celo združitev Italije, ki je formalno preklicala vse dotedanje privilegije vitezov, ni imela praktičnega pomena. Šele druga svetovna vojna, med katero je po teh dolinah potekala "gotska linija" (nem.: Gotenstellung), to je fronta med nacifašisti in angloameriškimi zavezniki, je potomce nekdanjih vitezov izenačila z ostalimi državljani.